# لینداو
شهر لینداو (به آلمانی: Lindau) در جنوبی‌ترین نقطه کشور آلمان در ایالت بایرن واقع شده‌است.
Insel در زبان آلمانی به معنای جزیره است و این شهر زیبا دارای یک جزیره می‌باشد که به واسطه دو پل به خشکی متصل است. قسمت خشکی این شهر را عموماً Lindau-Reutin و قسمت جزیره را Lindau-Insel می‌نامند.
این شهر با مرکز ایالت بایرن شهر مونیخ ۱۸۳ کیلومتر فاصله دارد. لنداو با شهر برگنز اتریش(Bregenz) هم‌مرز است و همچنین به واسطه دریاچه بدنزی(Bodensee) می‌توان از راه‌های آبی به کشورهای اتریش، لیختن اشتاین و سوئیس سفر کرد. این شهر هرساله مخصوصاً با گرم شدن هوا در فصل‌های بهار و تابستان مقصد بسیاری از توریست‌های آلمانی و اروپایی می‌باشد.
به دلیل جاذبه‌های طبیعی و زیبا که هر ساله توریست‌های بسیار زیادی را به این شهر می‌کشاند، این شهر کوچک اما زیبا دارای هتل‌ها و رستوران‌های فراوانیست و مشاغل هتلداری، رستوران داری و البته شراب سازی رونق فراوان دارد. تعداد قابل توجهی از مردم این نواحی به کشاورزی و دامداری مشغول هستند.
در طول سال و فصول مختلف همانند دیگر شهرها در کشور آلمان این شهر نیز شاهد فستیوال‌ها و نمایشگاه‌های گوناگون و همچنین از سال ۱۹۵۱ میزبان هرساله مراسم اهدای جوایز نوبل نیز می‌باشد.

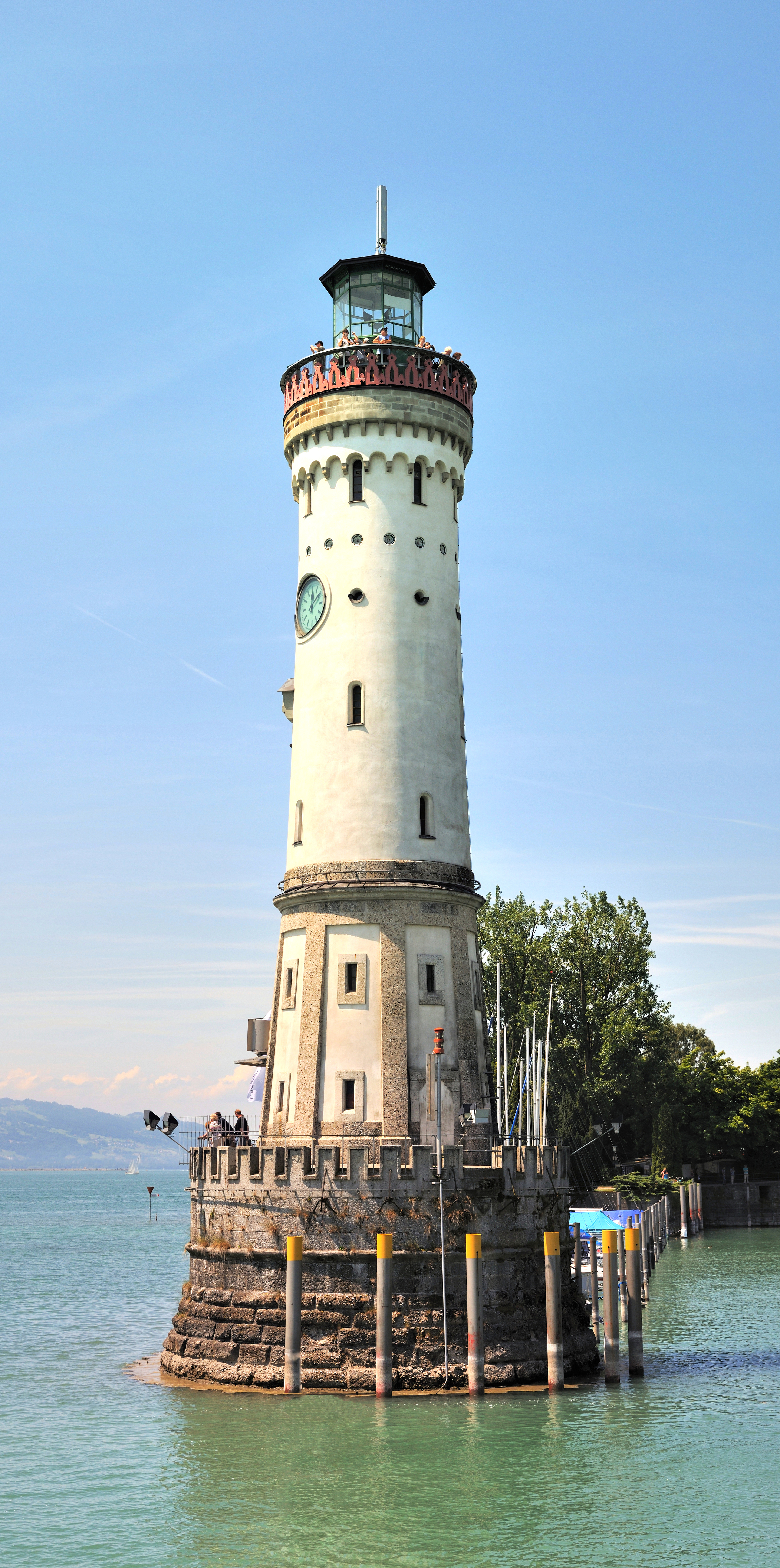
فانوس دریایی لینداو جنوبی‌ترین فانوس دریایی آلمان، در لینداو در دریاچه کنستانس است. ارتفاع آن ۳۳ متر (۱۰۸ فوت) و محیط قاعده آن ۲۴ متر (۷۹ فوت) است. قابل ذکر است که یک ساعت در نمای خود دارد. این فانوس دریایی از سال ۱۸۵۳ تا ۱۸۵۶ در ورودی بندر لینداو ساخته شد و اولین بار در ۴ اکتبر ۱۸۵۶ روشن شد. این فانوس در سال ۱۲۳۰ جایگزین ایستگاه نور در برج مانگتورم شد.